# Sezonul de Formula 1 din 2014
Campionatul Mondial de Formula 1 din 2014 a fost cel de-al 68-lea sezon al curselor auto pentru mașinile de Formula 1, recunoscut de organismul de conducere al sportului internațional, Federația Internațională de Automobilism, ca fiind competiția de cea mai înaltă clasă pentru mașinile de curse. A inclus cea de-a 65-a ediție a Campionatului Mondial al Piloților, și a 57-a ediție a Campionatului Mondial al Constructorilor. Sezonul a fost disputat pe parcursul a nouăsprezece curse, începând cu Marele Premiu al Australiei pe 16 martie și terminându-se cu Marele Premiu de la Abu Dhabi pe 23 noiembrie. Acest sezon a marcat moartea pilotului francez, Jules Bianchi, după accidentul din Marele Premiu al Japoniei, fiind primul deces în Formula 1, de la Ayrton Senna, în 1994.
În 2014, campionatul a văzut introducerea unei noi formule de motoare, în care configurația motorului V8 de 2,4 litri — utilizată anterior între 2006 și 2013 — a fost înlocuită cu o nouă formulă care specifică un motor V6 turbo-hibrid de 1,6 litri, ce încorporează un sistem de recuperare a energiei în construcția sa. Calendarul din 2014 a prezentat revizuiri substanțiale față de sezonul 2013; Marele Premiu al Rusiei (desfășurat pentru prima dată într-un secol) a avut loc la Autodromul Soci, iar Marele Premiu al Austriei a fost readus odată cu cursa desfășurată la Red Bull Ring din Spielberg. Marele Premiu al Indiei a fost pus în așteptare înainte de a fi eliminat complet din calendar împreună cu Marele Premiu al Coreei de Sud.
Sebastian Vettel a început sezonul în calitate de campion mondial la piloți en-titre, după ce și-a asigurat al patrulea titlu consecutiv de piloți în sezonul precedent la Marele Premiu al Indiei din 2013. Echipa sa, Infiniti Red Bull Racing, a început sezonul drept campioană mondială en-titre la constructori, asigurându-și al patrulea titlu consecutiv sezonul trecut la același Mare Premiu în care pilotul ei principal a câștigat titlul.
Pilotul echipei Mercedes, Lewis Hamilton a câștigat cel de-al doilea său Titlu Mondial la piloți cu 384 de puncte și 11 victorii, (câștigând anterior primul său titlu în 2008), în fața coechipierului său, Nico Rosberg, cu 317 puncte și 5 victorii. Rosberg a câștigat și trofeul inaugural FIA Pole Trophy, adunând un total de 11 pole-position-uri pe parcursul sezonului. Mercedes și-a asigurat primul Campionat Mondial al Constructorilor în Rusia și a încheiat sezonul cu 701 de puncte, cu 296 de puncte în fața echipei Red Bull Racing.

## Piloții și echipele înscrise în campionat
Piloții și echipele următoare au fost incluse în sezonul din 2014 al campionatului. Echipele au concurat cu anvelopele furnizate de Pirelli.
| Imagine                | Concurent                     | Constructor     | Unitate de putere      | Șasiu  | Piloți | Piloți            | Piloți          |
| ---------------------- | ----------------------------- | --------------- | ---------------------- | ------ | ------ | ----------------- | --------------- |
| Imagine                | Concurent                     | Constructor     | Unitate de putere      | Șasiu  | Nr.    | Numele pilotului  | Etape           |
| Red Bull Racing RB10   | Infiniti Red Bull Racing      | Red Bull Racing | Renault Energy F1-2014 | RB10   | 1      | Sebastian Vettel  | Toate           |
| Red Bull Racing RB10   | Infiniti Red Bull Racing      | Red Bull Racing | Renault Energy F1-2014 | RB10   | 3      | Daniel Ricciardo  | Toate           |
| Mercedes F1 W05 Hybrid | Mercedes AMG Petronas F1 Team | Mercedes        | Mercedes PU106A Hybrid | F1 W05 | 6      | Nico Rosberg      | Toate           |
| Mercedes F1 W05 Hybrid | Mercedes AMG Petronas F1 Team | Mercedes        | Mercedes PU106A Hybrid | F1 W05 | 44     | Lewis Hamilton    | Toate           |
| Ferrari F14 T          | Scuderia Ferrari              | Ferrari         | Ferrari 059/3          | F14 T  | 7      | Kimi Räikkönen    | Toate           |
| Ferrari F14 T          | Scuderia Ferrari              | Ferrari         | Ferrari 059/3          | F14 T  | 14     | Fernando Alonso   | Toate           |
| Lotus E22              | Lotus F1 Team                 | Lotus           | Renault Energy F1-2014 | E22    | 8      | Romain Grosjean   | Toate           |
| Lotus E22              | Lotus F1 Team                 | Lotus           | Renault Energy F1-2014 | E22    | 13     | Pastor Maldonado  | Toate           |
| McLaren MP4-29         | McLaren Mercedes              | McLaren         | Mercedes PU106A Hybrid | MP4-29 | 20     | Kevin Magnussen   | Toate           |
| McLaren MP4-29         | McLaren Mercedes              | McLaren         | Mercedes PU106A Hybrid | MP4-29 | 22     | Jenson Button     | Toate           |
| Force India VJM07      | Sahara Force India F1 Team    | Force India     | Mercedes PU106A Hybrid | VJM07  | 11     | Sergio Pérez      | Toate           |
| Force India VJM07      | Sahara Force India F1 Team    | Force India     | Mercedes PU106A Hybrid | VJM07  | 27     | Nico Hülkenberg   | Toate           |
| Sauber C33             | Sauber F1 Team                | Sauber          | Ferrari 059/3          | C33    | 21     | Esteban Gutiérrez | Toate           |
| Sauber C33             | Sauber F1 Team                | Sauber          | Ferrari 059/3          | C33    | 99     | Adrian Sutil      | Toate           |
| STR STR9               | Scuderia Toro Rosso           | STR             | Renault Energy F1-2014 | STR9   | 25     | Jean-Éric Vergne  | Toate           |
| STR STR9               | Scuderia Toro Rosso           | STR             | Renault Energy F1-2014 | STR9   | 26     | Daniil Kveat      | Toate           |
| Williams FW36          | Williams Martini Racing       | Williams        | Mercedes PU106A Hybrid | FW36   | 19     | Felipe Massa      | Toate           |
| Williams FW36          | Williams Martini Racing       | Williams        | Mercedes PU106A Hybrid | FW36   | 77     | Valtteri Bottas   | Toate           |
| Marussia MR03          | Marussia F1 Team              | Marussia        | Ferrari 059/3          | MR03   | 4      | Max Chilton       | 1–16            |
| Marussia MR03          | Marussia F1 Team              | Marussia        | Ferrari 059/3          | MR03   | 17     | Jules Bianchi     | 1–15            |
| Caterham CT05          | Caterham F1 Team              | Caterham        | Renault Energy F1-2014 | CT05   | 9      | Marcus Ericsson   | 1–16            |
| Caterham CT05          | Caterham F1 Team              | Caterham        | Renault Energy F1-2014 | CT05   | 10     | Kamui Kobayashi   | 1–11, 13–16, 19 |
| Caterham CT05          | Caterham F1 Team              | Caterham        | Renault Energy F1-2014 | CT05   | 45     | André Lotterer    | 12              |
| Caterham CT05          | Caterham F1 Team              | Caterham        | Renault Energy F1-2014 | CT05   | 46     | Will Stevens      | 19              |
| Surse:                 |                               |                 |                        |        |        |                   |                 |

## Calendar

Națiunile care au găzduit curse de Formula 1 în 2014 sunt arătate în verde. Națiunile care au găzduit curse de Formula 1 în trecut sunt arătate în gri închis

Cele 19 Mari Premii care au făcut parte din Campionatul Mondial din 2014:
| 1.                                           | 2.                                                   | 3.                                            | 4.                                      |
| -------------------------------------------- | ---------------------------------------------------- | --------------------------------------------- | --------------------------------------- |
| Marele Premiu al Australiei 14-16 martie     | Marele Premiu al Malaysiei 28-30 martie              | Marele Premiu al Bahrainului 4-6 aprilie      | Marele Premiu al Chinei 18-20 aprilie   |
| Albert Park (S)                              | Sepang (P)                                           | Bahrain (P)                                   | Shanghai (P)                            |
| 5.                                           | 6.                                                   | 7.                                            | 8.                                      |
| Marele Premiu al Spaniei 9-11 mai            | Marele Premiu al Principatului Monaco 22, 24-25 mai  | Marele Premiu al Canadei 6-8 iunie            | Marele Premiu al Austriei 20-22 iunie   |
| Catalunya (P)                                | Monaco (S)                                           | Gilles Villeneuve (S)                         | Red Bull Ring (P)                       |
| 9.                                           | 10.                                                  | 11.                                           | 12.                                     |
| Marele Premiu al Marii Britanii 4-6 iulie    | Marele Premiu al Germaniei 18-20 iulie               | Marele Premiu al Ungariei 25-27 iulie         | Marele Premiu al Belgiei 22-24 august   |
| Silverstone (P)                              | Hockenheimring (P)                                   | Hungaroring (P)                               | Spa-Francorchamps (P)                   |
| 13.                                          | 14.                                                  | 15.                                           | 16.                                     |
| Marele Premiu al Italiei 5-7 septembrie      | Marele Premiu al statului Singapore 19-21 septembrie | Marele Premiu al Japoniei 3-5 octombrie       | Marele Premiu al Rusiei 10-12 octombrie |
| Monza (P)                                    | Marina Bay (S)                                       | Suzuka (P)                                    | Soci (P)                                |
| 17.                                          | 18.                                                  | 19.                                           |                                         |
| Marele Premiu al Statelor Unite 31 oct-2 noi | Marele Premiu al Braziliei 7-9 noiembrie             | Marele Premiu de la Abu Dhabi 21-23 noiembrie |                                         |
| Americilor (P)                               | Interlagos (P)                                       | Yas Marina (P)                                |                                         |
| (P) - pistă; (S) - stradă. Surse:            |                                                      |                                               |                                         |

## Pneuri
| MP     | SS | S | M | H |
| ------ | -- | - | - | - |
| AUS    |    | X | X |   |
| MAL    |    |   | X | X |
| BHR    |    | X | X |   |
| CHN    |    | X | X |   |
| ESP    |    |   | X | X |
| MON    | X  | X |   |   |
| CAN    | X  | X |   |   |
| AUT    | X  | X |   |   |
| GBR    |    |   | X | X |
| GER    | X  | X |   |   |
| HUN    |    | X | X |   |
| BEL    |    | X | X |   |
| ITA    |    |   | X | X |
| SGP    | X  | X |   |   |
| JPN    |    |   | X | X |
| RUS    |    | X | X |   |
| USA    |    | X | X |   |
| BRA    |    |   | X | X |
| ABU    | X  | X |   |   |
| Sursa: |    |   |   |   |

| Numele compusului | Pneu | Pneu | Condiții de rulare   | Aderență | Durabilitate |
| ----------------- | ---- | ---- | -------------------- | -------- | ------------ |
| Supersoft         |      |      | Uscat                | 4        | 1            |
| Soft (Moale)      |      |      | Uscat                | 3        | 2            |
| Medium (Mediu)    |      |      | Uscat                | 2        | 3            |
| Hard (Dur)        |      |      | Uscat                | 1        | 4            |
| Intermediate      |      |      | Umed (Ploaie ușoară) | N/A      | N/A          |
| Wet               |      |      | Umed (Ploaie)        | N/A      | N/A          |

În urma unei serii de incidente importante care au implicat anvelopele de-a lungul sezonului 2013, ce au culminat cu o serie de pene explozive la Marele Premiu al Marii Britanii din 2013, FIA a adoptat o rezoluție prin care le acordă puterea de a modifica specificațiile anvelopelor utilizate de concurenți, cu efect imediat dacă este nevoie.

## Rezultate și clasamente

### Marile Premii
| Etapa | Mare Premiu                | Pole position  | Cel mai rapid tur | Pilotul câștigător | Constructorul câștigător | Raport | Lider | Lider |
| Etapa | Mare Premiu                | Pole position  | Cel mai rapid tur | Pilotul câștigător | Constructorul câștigător | Raport | Pilot | Dif.  |
| ----- | -------------------------- | -------------- | ----------------- | ------------------ | ------------------------ | ------ | ----- | ----- |
| 1     | MP al Australiei           | Lewis Hamilton | Nico Rosberg      | Nico Rosberg       | Mercedes                 | Raport | ROS   | 7     |
| 2     | MP al Malaysiei            | Lewis Hamilton | Lewis Hamilton    | Lewis Hamilton     | Mercedes                 | Raport | ROS   | 18    |
| 3     | MP al Bahrainului          | Nico Rosberg   | Nico Rosberg      | Lewis Hamilton     | Mercedes                 | Raport | ROS   | 11    |
| 4     | MP al Chinei               | Lewis Hamilton | Nico Rosberg      | Lewis Hamilton     | Mercedes                 | Raport | ROS   | 4     |
| 5     | MP al Spaniei              | Lewis Hamilton | Sebastian Vettel  | Lewis Hamilton     | Mercedes                 | Raport | HAM   | 3     |
| 6     | MP al Principatului Monaco | Nico Rosberg   | Kimi Räikkönen    | Nico Rosberg       | Mercedes                 | Raport | ROS   | 4     |
| 7     | MP al Canadei              | Nico Rosberg   | Felipe Massa      | Daniel Ricciardo   | Red Bull Racing-Renault  | Raport | ROS   | 22    |
| 8     | MP al Austriei             | Felipe Massa   | Sergio Pérez      | Nico Rosberg       | Mercedes                 | Raport | ROS   | 29    |
| 9     | MP al Marii Britanii       | Nico Rosberg   | Lewis Hamilton    | Lewis Hamilton     | Mercedes                 | Raport | ROS   | 4     |
| 10    | MP al Germaniei            | Nico Rosberg   | Lewis Hamilton    | Nico Rosberg       | Mercedes                 | Raport | ROS   | 14    |
| 11    | MP al Ungariei             | Nico Rosberg   | Nico Rosberg      | Daniel Ricciardo   | Red Bull Racing-Renault  | Raport | ROS   | 11    |
| 12    | MP al Belgiei              | Nico Rosberg   | Nico Rosberg      | Daniel Ricciardo   | Red Bull Racing-Renault  | Raport | ROS   | 29    |
| 13    | MP al Italiei              | Lewis Hamilton | Lewis Hamilton    | Lewis Hamilton     | Mercedes                 | Raport | ROS   | 22    |
| 14    | MP al statului Singapore   | Lewis Hamilton | Lewis Hamilton    | Lewis Hamilton     | Mercedes                 | Raport | HAM   | 3     |
| 15    | MP al Japoniei             | Nico Rosberg   | Lewis Hamilton    | Lewis Hamilton     | Mercedes                 | Raport | HAM   | 10    |
| 16    | MP al Rusiei               | Lewis Hamilton | Valtteri Bottas   | Lewis Hamilton     | Mercedes                 | Raport | HAM   | 17    |
| 17    | MP al Statelor Unite       | Nico Rosberg   | Sebastian Vettel  | Lewis Hamilton     | Mercedes                 | Raport | HAM   | 24    |
| 18    | MP al Braziliei            | Nico Rosberg   | Lewis Hamilton    | Nico Rosberg       | Mercedes                 | Raport | HAM   | 17    |
| 19    | MP de la Abu Dhabi         | Nico Rosberg   | Daniel Ricciardo  | Lewis Hamilton     | Mercedes                 | Raport | HAM   | 67    |

### Sistemul de punctaj
Punctele sunt acordate primilor zece piloți care au terminat în fiecare cursă, folosind următoarea structură:
| Loc    | 1  | 2  | 3  | 4  | 5  | 6 | 7 | 8 | 9 | 10 |
| Puncte | 25 | 18 | 15 | 12 | 10 | 8 | 6 | 4 | 2 | 1  |

Pentru a obține toate punctele, câștigătorul cursei trebuie să termine cel puțin 75% din distanța programată. Jumătate de puncte sunt acordate dacă câștigătorul cursei termină mai puțin de 75% din distanță, cu condiția terminării a cel puțin două tururi complete. În cazul de egalitate la încheierea campionatului, se folosește un sistem de numărătoare, cel mai bun rezultat fiind folosit pentru a decide clasamentul final.
Note
- ^1 - În cazul în care nu sunt încheiate două tururi complete, nu se acordă nici un punct și cursa este abandonată.
- ^2 - În cazul în care doi sau mai mulți piloți realizează același cel mai bun rezultat de un număr egal de ori, se va folosi următorul cel mai bun rezultat. Dacă doi sau mai mulți piloți vor avea un număr egal de rezultate de un număr egal de ori, FIA va nominaliza câștigătorul conform unor criterii pe care le va considera potrivite.

### Clasament Campionatul Mondial al Piloților
| Poz.   | Pilot             | AUS | MAL  | BHR  | CHN | ESP | MON | CAN  | AUT | GBR | GER | HUN  | BEL  | ITA  | SIN  | JPN | RUS | USA | BRA | ABU‡ | Pct.   |
| Poz.   | Pilot             |     |      |      |     |     |     |      |     |     |     |      |      |      |      |     |     |     |     |      | Pct.   |
| ------ | ----------------- | --- | ---- | ---- | --- | --- | --- | ---- | --- | --- | --- | ---- | ---- | ---- | ---- | --- | --- | --- | --- | ---- | ------ |
| 1      | Lewis Hamilton    | AbP | 1P R | 1    | 1P  | 1P  | 2   | Ab   | 2   | 1R  | 3R  | 3    | Ab   | 1P R | 1P R | 1R  | 1P  | 1   | 2R  | 1    | 384    |
| 2      | Nico Rosberg      | 1R  | 2    | 2P R | 2R  | 2   | 1P  | 2P   | 1   | AbP | 1P  | 4P R | 2P R | 2    | Ab   | 2P  | 2   | 2P  | 1P  | 14P  | 317    |
| 3      | Daniel Ricciardo  | DSC | Ab   | 4    | 4   | 3   | 3   | 1    | 8   | 3   | 6   | 1    | 1    | 5    | 3    | 4   | 7   | 3   | Ab  | 4R   | 238    |
| 4      | Valtteri Bottas   | 5   | 8    | 8    | 7   | 5   | Ab  | 7    | 3   | 2   | 2   | 8    | 3    | 4    | 11   | 6   | 3R  | 5   | 10  | 3    | 186    |
| 5      | Sebastian Vettel  | Ab  | 3    | 6    | 5   | 4R  | Ab  | 3    | Ab  | 5   | 4   | 7    | 5    | 6    | 2    | 3   | 8   | 7R  | 5   | 8    | 167    |
| 6      | Fernando Alonso   | 4   | 4    | 9    | 3   | 6   | 4   | 6    | 5   | 6   | 5   | 2    | 7    | Ab   | 4    | Ab  | 6   | 6   | 6   | 9    | 161    |
| 7      | Felipe Massa      | Ab  | 7    | 7    | 15  | 13  | 7   | 12*R | 4P  | Ab  | Ab  | 5    | 13   | 3    | 5    | 7   | 11  | 4   | 3   | 2    | 134    |
| 8      | Jenson Button     | 3   | 6    | 17*  | 11  | 11  | 6   | 4    | 11  | 4   | 8   | 10   | 6    | 8    | Ab   | 5   | 4   | 12  | 4   | 5    | 126    |
| 9      | Nico Hülkenberg   | 6   | 5    | 5    | 6   | 10  | 5   | 5    | 9   | 8   | 7   | Ab   | 10   | 12   | 9    | 8   | 12  | Ab  | 8   | 6    | 96     |
| 10     | Sergio Pérez      | 10  | NS   | 3    | 9   | 9   | Ab  | 11*  | 6R  | 11  | 10  | Ab   | 8    | 7    | 7    | 10  | 10  | Ab  | 15  | 7    | 59     |
| 11     | Kevin Magnussen   | 2   | 9    | Ab   | 13  | 12  | 10  | 9    | 7   | 7   | 9   | 12   | 12   | 10   | 10   | 14  | 5   | 8   | 9   | 11   | 55     |
| 12     | Kimi Räikkönen    | 7   | 12   | 10   | 8   | 7   | 12R | 10   | 10  | Ab  | 11  | 6    | 4    | 9    | 8    | 12  | 9   | 13  | 7   | 10   | 55     |
| 13     | Jean-Éric Vergne  | 8   | Ab   | Ab   | 12  | Ab  | Ab  | 8    | Ab  | 10  | 13  | 9    | 11   | 13   | 6    | 9   | 13  | 10  | 13  | 12   | 22     |
| 14     | Romain Grosjean   | Ab  | 11   | 12   | Ab  | 8   | 8   | Ab   | 14  | 12  | Ab  | Ab   | Ab   | 16   | 13   | 15  | 17  | 11  | 17* | 13   | 8      |
| 15     | Daniil Kveat      | 9   | 10   | 11   | 10  | 14  | Ab  | Ab   | Ab  | 9   | Ab  | 14   | 9    | 11   | 14   | 11  | 14  | 15  | 11  | Ab   | 8      |
| 16     | Pastor Maldonado  | Ab  | Ab   | 14   | 14  | 15  | NS  | Ab   | 12  | 17* | 12  | 13   | Ab   | 14   | 12   | 16  | 18  | 9   | 12  | Ab   | 2      |
| 17     | Jules Bianchi     | NC  | Ab   | 16   | 17  | 18  | 9   | Ab   | 15  | 14  | 15  | 15   | 18*  | 18   | 16   | 20* |     |     |     |      | 2      |
| 18     | Adrian Sutil      | 11  | Ab   | Ab   | Ab  | 17  | Ab  | 13   | 13  | 13  | Ab  | 11   | 14   | 15   | Ab   | 21* | 16  | Ab  | 16  | 16   | 0      |
| 19     | Marcus Ericsson   | Ab  | 14   | Ab   | 20  | 20  | 11  | Ab   | 18  | Ab  | 18  | Ab   | 17   | 19   | 15   | 17  | 19  |     |     |      | 0      |
| 20     | Esteban Gutiérrez | 12  | Ab   | Ab   | 16  | 16  | Ab  | 14*  | 19  | Ab  | 14  | Ab   | 15   | 20   | Ab   | 13  | 15  | 14  | 14  | 15   | 0      |
| 21     | Max Chilton       | 13  | 15   | 13   | 19  | 19  | 14  | Ab   | 17  | 16  | 17  | 16   | 16   | Ab   | 17   | 18  | Ab  |     |     |      | 0      |
| 22     | Kamui Kobayashi   | Ab  | 13   | 15   | 18  | Ab  | 13  | Ab   | 16  | 15  | 16  | Ab   |      | 17   | NS   | 19  | Ab  |     |     | Ab   | 0      |
| 23     | Will Stevens      |     |      |      |     |     |     |      |     |     |     |      |      |      |      |     |     |     |     | 17   | 0      |
| –      | André Lotterer    |     |      |      |     |     |     |      |     |     |     |      | Ab   |      |      |     |     |     |     |      | 0      |
| Poz.   | Pilot             | AUS | MAL  | BHR  | CHN | ESP | MON | CAN  | AUT | GBR | GER | HUN  | BEL  | ITA  | SIN  | JPN | RUS | USA | BRA | ABU‡ | Puncte |
| Sursa: |                   |     |      |      |     |     |     |      |     |     |     |      |      |      |      |     |     |     |     |      |        |

| Legendă      | Legendă                                                |
| Culoare      | Rezultat                                               |
| ------------ | ------------------------------------------------------ |
| Auriu        | Câștigător                                             |
| Argintiu     | Locul 2                                                |
| Bronz        | Locul 3                                                |
| Verde        | Alte locuri care punctează                             |
| Albastru     | Alte locuri                                            |
| Albastru     | Nu s-a clasat, dar a terminat cursa (NC)               |
| Purpuriu     | A abandonat cursa (Ab)                                 |
| Negru        | Descalificat (DSC)                                     |
| Alb          | Nu a luat startul (NS)                                 |
| Roșu         | Nu s-a calificat (NSC)                                 |
| Fără culoare | Retras înainte de calificări (Ret)                     |
| Fără culoare | Exclus (EX)                                            |
| Fără culoare | Nu a participat (celulă goală)                         |
| Adnotare     | Însemnătate                                            |
| P            | Pole position                                          |
| R            | Cel mai rapid tur                                      |
| *            | Nu a terminat, dar a parcurs mai mult de 90% din cursă |

Note:
- – Au fost acordate puncte duble la Marele Premiu de la Abu Dhabi.

### Clasament Campionatul Mondial al Constructorilor
| Poz.   | Constructor             | AUS | MAL  | BHR  | CHN | ESP | MON | CAN  | AUT | GBR | GER | HUN  | BEL  | ITA  | SIN  | JPN | RUS | USA | BRA | ABU‡ | Pct.   |
| Poz.   | Constructor             |     |      |      |     |     |     |      |     |     |     |      |      |      |      |     |     |     |     |      | Pct.   |
| ------ | ----------------------- | --- | ---- | ---- | --- | --- | --- | ---- | --- | --- | --- | ---- | ---- | ---- | ---- | --- | --- | --- | --- | ---- | ------ |
| 1      | Mercedes                | 1R  | 1P R | 1    | 1P  | 1P  | 1P  | 2P   | 1   | 1R  | 1P  | 3    | 2P R | 1P R | 1P R | 1R  | 1P  | 1   | 1P  | 1    | 701    |
| 1      | Mercedes                | AbP | 2    | 2P R | 2R  | 2   | 2   | Ab   | 2   | AbP | 3R  | 4P R | Ab   | 2    | Ab   | 2P  | 2   | 2P  | 2R  | 14R  | 701    |
| 2      | Red Bull Racing-Renault | Ab  | 3    | 4    | 4   | 3   | 3   | 1    | 8   | 3   | 4   | 1    | 1    | 5    | 2    | 3   | 7   | 3   | 5   | 4R   | 405    |
| 2      | Red Bull Racing-Renault | DSC | Ab   | 6    | 5   | 4R  | Ab  | 3    | Ab  | 5   | 6   | 7    | 5    | 6    | 3    | 4   | 8   | 7R  | Ab  | 8    | 405    |
| 3      | Williams-Mercedes       | 5   | 7    | 7    | 7   | 5   | 7   | 7    | 3   | 2   | 2   | 5    | 3    | 3    | 5    | 6   | 3R  | 4   | 3   | 2    | 320    |
| 3      | Williams-Mercedes       | Ab  | 8    | 8    | 15  | 13  | Ab  | 12*R | 4P  | Ab  | Ab  | 8    | 13   | 4    | 11   | 7   | 11  | 5   | 10  | 3    | 320    |
| 4      | Ferrari                 | 4   | 4    | 9    | 3   | 6   | 4   | 6    | 5   | 6   | 5   | 2    | 4    | 9    | 4    | 12  | 6   | 6   | 6   | 9    | 216    |
| 4      | Ferrari                 | 7   | 12   | 10   | 8   | 7   | 12R | 10   | 10  | Ab  | 11  | 6    | 7    | Ab   | 8    | Ab  | 9   | 13  | 7   | 10   | 216    |
| 5      | McLaren-Mercedes        | 2   | 6    | 17*  | 11  | 11  | 6   | 4    | 7   | 4   | 8   | 10   | 6    | 8    | 10   | 5   | 4   | 8   | 4   | 5    | 181    |
| 5      | McLaren-Mercedes        | 3   | 9    | Ab   | 13  | 12  | 10  | 9    | 11  | 7   | 9   | 12   | 12   | 10   | Ab   | 14  | 5   | 12  | 9   | 11   | 181    |
| 6      | Force India-Mercedes    | 6   | 5    | 3    | 6   | 9   | 5   | 5    | 6R  | 8   | 7   | Ab   | 8    | 7    | 7    | 8   | 10  | Ab  | 8   | 6    | 155    |
| 6      | Force India-Mercedes    | 10  | NS   | 5    | 9   | 10  | Ab  | 11*  | 9   | 11  | 10  | Ab   | 10   | 12   | 9    | 10  | 12  | Ab  | 15  | 7    | 155    |
| 7      | STR-Renault             | 8   | 10   | 11   | 10  | 14  | Ab  | 8    | Ab  | 9   | Ab  | 9    | 9    | 11   | 6    | 9   | 13  | 10  | 11  | 12   | 30     |
| 7      | STR-Renault             | 9   | Ab   | Ab   | 12  | Ab  | Ab  | Ab   | Ab  | 10  | 13  | 14   | 11   | 13   | 14   | 11  | 14  | 15  | 13  | Ab   | 30     |
| 8      | Lotus-Renault           | Ab  | 11   | 12   | 14  | 8   | 8   | Ab   | 12  | 12  | 12  | 13   | Ab   | 14   | 12   | 15  | 17  | 9   | 12  | 13   | 10     |
| 8      | Lotus-Renault           | Ab  | Ab   | 14   | Ab  | 15  | NS  | Ab   | 14  | 17* | Ab  | Ab   | Ab   | 16   | 13   | 16  | 18  | 11  | 17* | Ab   | 10     |
| 9      | Marussia-Ferrari        | 13  | 15   | 13   | 17  | 18  | 9   | Ab   | 15  | 14  | 15  | 15   | 16   | 18   | 16   | 18  | Ab  |     |     |      | 2      |
| 9      | Marussia-Ferrari        | NC  | Ab   | 16   | 19  | 19  | 14  | Ab   | 17  | 16  | 17  | 16   | 18*  | Ab   | 17   | 20* |     |     |     |      | 2      |
| 10     | Sauber-Ferrari          | 11  | Ab   | Ab   | 16  | 16  | Ab  | 13   | 13  | 13  | 14  | 11   | 14   | 15   | Ab   | 13  | 15  | 14  | 14  | 15   | 0      |
| 10     | Sauber-Ferrari          | 12  | Ab   | Ab   | Ab  | 17  | Ab  | 14*  | 19  | Ab  | Ab  | Ab   | 15   | 20   | Ab   | 21* | 16  | Ab  | 16  | 16   | 0      |
| 11     | Caterham-Renault        | Ab  | 13   | 15   | 18  | 20  | 11  | Ab   | 16  | 15  | 16  | Ab   | 17   | 17   | 15   | 17  | 19  |     |     | 17   | 0      |
| 11     | Caterham-Renault        | Ab  | 14   | Ab   | 20  | Ab  | 13  | Ab   | 18  | Ab  | 18  | Ab   | Ab   | 19   | NS   | 19  | Ab  | Ab  |     |      | 0      |
| Poz.   | Constructor             | AUS | MAL  | BHR  | CHN | ESP | MON | CAN  | AUT | GBR | GER | HUN  | BEL  | ITA  | SIN  | JPN | RUS | USA | BRA | ABU‡ | Puncte |
| Sursa: |                         |     |      |      |     |     |     |      |     |     |     |      |      |      |      |     |     |     |     |      |        |

| Legendă      | Legendă                                                |
| Culoare      | Rezultat                                               |
| ------------ | ------------------------------------------------------ |
| Auriu        | Câștigător                                             |
| Argintiu     | Locul 2                                                |
| Bronz        | Locul 3                                                |
| Verde        | Alte locuri care punctează                             |
| Albastru     | Alte locuri                                            |
| Albastru     | Nu s-a clasat, dar a terminat cursa (NC)               |
| Purpuriu     | A abandonat cursa (Ab)                                 |
| Negru        | Descalificat (DSC)                                     |
| Alb          | Nu a luat startul (NS)                                 |
| Roșu         | Nu s-a calificat (NSC)                                 |
| Fără culoare | Retras înainte de calificări (Ret)                     |
| Fără culoare | Exclus (EX)                                            |
| Fără culoare | Nu a participat (celulă goală)                         |
| Adnotare     | Însemnătate                                            |
| P            | Pole position                                          |
| R            | Cel mai rapid tur                                      |
| *            | Nu a terminat, dar a parcurs mai mult de 90% din cursă |

Note:
- – Au fost acordate puncte duble la Marele Premiu de la Abu Dhabi.
- Pozițiile sunt sortate după cel mai bun rezultat, rândurile nefiind legate de piloți. În caz de egalitate de puncte, cele mai bune poziții obținute au determinat rezultatul.